# ГЕС Донг-Най 2
ГЕС Донг-Най 2 — гідроелектростанція в південній частині В'єтнаму. Знаходячись між малою ГЕС Да-Данг 3 (вище по течії, 12 МВт) та ГЕС Донг-Най 3, входить до складу каскаду на річці Донг-Най, яка починається на плато Lâm Viên та тече у західному і південному напрямках до злиття на околиці Хошиміна з річкою Сайгон (внаслідок цього формується Soài Rạp, яка за чотири десятки кілометрів досягає Південнокитайського моря). При цьому можливо відзначити, що перед станцією Да-Данг 3 розташована зона порогів Pongour Falls та гребля ГЕС Đại Ninh.
У межах проєкту річку перекрили греблею з ущільненого котком бетону висотою 80 метрів та довжиною 429 метрів, яка потребувала 1025 тис. м3 матеріалу. Вона утримує водосховище з площею поверхні 12,1 км2 та об'ємом 281 млн м3.
Пригреблевий машинний зал обладнали двома турбінами типу Френсіс потужністю по 35,9 МВт, які при напорі у 66 метрів забезпечують виробництво 287 млн кВт·год електроенергії на рік.
Видача продукції відбувається по ЛЕП, розрахованій на роботу під напругою 220 кВ.